# La Grotte des supplices
 (juillet 2025).
Pour plus de détails, voir Fiche technique et Distribution.
La Grotte des supplices est un film muet français tourné par Alfred Machin en 1912.

## Fiche technique
- Réalisation et scénario : Alfred Machin
- Pays d'origine : France
- Format : Noir et blanc — 35 mm — 1,33:1 — Muet
- Genre : Court métrage
- Durée : inconnue
- Dates de sortie : 
  -  France : 27 septembre 1912

## Distribution
- Jean Dax : le capitaine anglais
- Germaine Lecuyer : Kali
- Jacques Normand : le grand prêtre